# Rub' al Khali
Rub' al Khali ili Ruba el Kali (ar. الربع الخالي), u prijevodu Prazni prostor, jedna je od najvećih pješčanih pustinja na svijetu, prostire se na jugu Arapskoga poluotoka, i obuhvaća; južni dio Saudijske Arabije, sjeverni dio Omana, istočne dijelove Ujedinjenih Arapskih Emirata i sjever Jemena. Rub' al Khali pokriva oko 650.000 km² (područje između koordinata:  44 ° 30 '-56 ° 30' zemljopisne dužine, te 16 ° 30' -23 ° 00' zemljopisne širine), za usporedbu to je veći prostor nego teren Nizozemske, Belgije i Francuske zajedno.
Pustinja je duga oko 1000 km i oko 500 km široka, potpuno je nenastanjena, njom danas čak ni beduini ne krstare.

## Otkriće i istraživanja
Prvi Europljanin koji je izvjestio o pustinji bio je portugalski jezuit Pedro Páez pri kraju 16. stoljeća. Prva pisana izvješća o toj pustinji napravili su engleski istraživači Bertram Thomas 1931. i St. John Philby 1932. godine. Prvo veće i temeljitije istraživanje obavio je engleski istraživač Wilfred Thesiger između 1946. i 1950. godine. On je prošao teren Rub' al Khalija nekoliko puta i uspio zemljopisno locirati dobar dio terena uključujući u to i planine Omana.

### Suvremena istraživanja pustinje Rub' al Khali
Najnoviju znanstvenu ekspediciju koja je istraživala pustinju, organiziralo je Saudijsko geološko društvo. U timu je bilo 89 ekologa, geologa i drugih znanstvenika iz Saudijske Arabije, te stručnjaci iz inozemstva. Ekspedicija je krenula u istraživanje pustinje 25. veljače 2006. Ekspedicija je otkrila brojne fosile te meteorske stijene u naizgled praznom prostoru pješčanih dina. Ekspedicija je također otkrila 31 novih vrsta i sorti bilja, te 24 vrsti ptica koje nastanjuju pustinju. Sve to duboko je impresioniralo znanstvenike, kako te vrste uspjevaju preživjeti pod tako teškim uvjetima u Praznom prostoru, zbog toga su u šali prezvali pustinju u  Rub 'al-Ghali  ( dakle ne Rub 'al-Ghali (Prazni prostor) već - Vrijedni prostor.

## Klima, biljni i životinjski svijet
Ljetne temperature koje u Rub' al Khaliju dosežu i do 55 °C te pješčane dine koje dosežu preko 330 metara visine, čine Rub 'al Kali jednim od najsurovijih mjesta na Zemlji. Životinski svijet ove pustinje svodi se na pauke i male glodavce, dok se rijetko bilje može naći širom Praznog prostora. Po svojim ekološkim značajkama Rub' al Khali je zapravo samo dio velike Arapske pustinje i sličan je Istočnoj Sahari.
Pustinja Rub' al Khali se širi već tisućljećima. U davnoj prošlosti preko Rub 'al Khalija je išao karavanski put trgovine tamjana sve do oko 300. godine novoga vijeka. Na njemu se nalazio i izgubljeni pustinjski grad Iram, koji je napušten kad je propao karavanski put. Još do nedavno, pojedina plemena živjela su u ponekim dijelovima Rub' al Khalija, najviše njih u regiji Najran (jugoistok Saudijske Arabije). Kroz Rub' al Khali danas vodi svega nekoliko cesta, koja povezuju naftna polja i nekadašnja malobrojna naselja.

## Nafta
Geološki- Rub' al Khali je drugo područje po rezervama nafte na svijetu. Otkrivene su velike količine nafte ispod pješčanih dina. Područje kod saudijskog grada Sheyba, na jugoistoku pustinje je današnje najveće nalazište nafte u Saudijskoj Arabiji.

## Vanjske poveznice
- Jezera Rub’a Al-Khalija na stranicama Saudi Aramco World  Arhivirana inačica izvorne stranice od 13. siječnja 2010. (Wayback Machine)
- Stranice istraživača Mikaela Strandberga posvećene pustinji

|  | Zajednički poslužitelj ima još gradiva o temi Rub' al Khali |